# Поройна
Поройна е село в Южна България. То се намира в община Първомай, област Пловдив.
По време на османското владичество селото е носело името Дерекьой.

## География
Поройна се намира на 10 км от Първомай, на пътя Първомай – Асеновград.